# Beaterator
 (octobre 2019).
Si vous disposez d'ouvrages ou d'articles de référence ou si vous connaissez des sites web de qualité traitant du thème abordé ici, merci de compléter l'article en donnant les références utiles à sa vérifiabilité et en les liant à la section « Notes et références ».
Beaterator est un jeu de création musicale et rythme pour la PlayStation Portable développé par Rockstar Leeds en coopération avec le producteur de musique Timbaland,. Il est annoncé en 2007 et sort le 29 septembre 2009. Ce jeu est également en téléchargement sur la PSP Go. Une version iOS sort le 7 décembre 2009.
Il utilise certaines fonctions de la communauté en ligne de Rockstar, le Rockstar Games Social Club. Ces fonctionnalités ne sont plus disponibles depuis la fermeture des serveurs GameSpy en 2014.
Une version en ligne est disponible.